# سيرجيو غالفان ري
سيرجيو غالفان ري (9 يونيو 1973 بكونسبسيون، توكومان في الأرجنتين - ) (بالإسبانية: Sergio Alejandro Galván Rey)‏ هو لاعب كرة قدم أرجنتيني في مركز الهجوم. لعب مع أتلتيكو ناسيونال وأمريكا دي كالي وأونس كالداس وإنديبنديينتي سانتا في وبوكا جونيورز ونيويورك ريد بولز وConcepción Fútbol Club ‏.

## وصلات خارجية
- سيرجيو غالفان ري على موقع الدوري الأمريكي (الإنجليزية)
- سيرجيو غالفان ري على موقع قاعدة بيانات كرة القدم.إي يو (الإنجليزية)
- سيرجيو غالفان ري على موقع Soccerway.com (الإنجليزية)
- سيرجيو غالفان ري على موقع عالم كرة القدم.نت (الإنجليزية)